# Владо Бучковський
Владо Бучковський (мак. Владо Бучковськи; нар. 2 грудня 1962, Скоп'є, СФРЮ) — македонський державний діяч, прем'єр-міністр Північної Македонії з 2004 по 2006 рік.

## Освіта та наукова кар'єра
Владо Бучковський закінчив юридичний факультет Університету в Скоп'є в 1986 році, потім магістратуру в 1992. В 1998 році захистив кандидатську дисертацію за темою «Римське і сучасне заставне право». З 1987 по 1988 Бучковський працював експертом у парламенті Соціалістичної Республіки Македонії. У період з 1988 по 2002 рік був викладачем і асистентом на юридичному факультеті в Скоп'є. В 1998 році він став доцентом римського права, а в 2003 — професором на тій же кафедрі.

## Політична кар'єра
З 1998 по 2000 Владо Бучковський був членом Державної виборчої комісії, потім з 2000 по 2001 очолював Раду міста Скоп'є.
У 2001 році недовго був міністром оборони вперше.
Після перемоги Соціал-демократичного союзу Македонії (СДСМ) і його партнерів по коаліції на парламентських виборах у 2002 році, Бучковський знову стає міністром оборони. Цю посаду він займає до грудня 2004 року.
15 вересня 2003 став головою Юридичної ради уряду.
26 листопада 2004 був обраний лідером СДСМ і отримав мандат на формування нового уряду. На парламентських виборах в 2006 році його партія зазнала поразки і уряд пішов у відставку.

## Суд
9 грудня 2008 Бучковський був визнаний винним у незаконному придбанні запчастин для танків Т-55 під час збройного конфлікту в 2001 році. Суд засудив його до трьох з половиною років тюремного ув'язнення.
У вироку йдеться: «займаючи посаду міністра оборони Македонії в 2001 р., Бучковський ухвалив рішення про необґрунтоване придбання великої кількості запчастин для танків Т-55, в результаті чого македонському бюджету було завдано серйозної шкоди на загальну суму в $2,5 млн».
Одночасно до тюремного ув'язнення засуджено ще кілька колишніх високопоставлених співробітників міністерства оборони.